# Шаг вперёд 3D
«Шаг вперёд 3D» (англ. «Step Up 3D») — американский танцевальный фильм. 
Третий фильм популярной франшизы «Шаг вперёд», сделанный в технологии 3D. Релиз на DVD 20 октября 2010 года.

## Сюжет
Лучшие друзья Лось и Камилла поступают в Нью-йоркский университет. Лось обещает матери прилежно учиться электротехнике и бросить танцы, и тут же, следуя за парнем в классных кроссовках, случайно принимает участие в танцевальном баттле и побеждает парня из команды «Самураев». Спасаясь от полиции, новый знакомый в красивых кроссах, Люк, приводит Лося в своё убежище, старый склад, который оставили ему родители и который он превратил в клуб. У Люка есть своя команда, «Пираты», и он собирается участвовать в финале мирового чемпионата и победить «Самураев». А ещё у Люка проблема — у него нет денег, его склад выставлен на аукцион, и он вот-вот его лишится, и вместе с ним члены его команды потеряют жильё. Люк приглашает Лося в свою команду, также там оказывается и Натали, танцовщица, недавно вернувшаяся из Лондона. Из-за постоянных тренировок у Лося портятся отношения с Камиллой.
У Люка и Натали развиваются отношения, она рассказывает, что у неё есть брат, который её вырастил, а Люк показывает ей свой фильм о танцорах и рассказывает, из-за чего поссорился со своим лучшим другом Джулианом и выгнал его из команды. Натали уходит из клуба, но Джулиан, капитан «Самураев», с её мобильного приглашает Люка к ней на день рождения и там рассказывает, что она его сестра. Люк больше не верит Натали. Тем временем, Лось признается Камилле, что он все время занимался танцами и скрывал это от Камиллы. Их отношения окончательно разваливаются. Люк, вернувшись с бала, обнаруживает, что его команду выселили из бункера. Команда «Пиратов» распадается.
Лось, тем временем помирившись с Камиллой, понимает, что танцы - его средство жизни. Он убеждает Люка не бросать танцы и собирает оставшихся "Пиратов". Также Лось обращается к своей подруге по Мэрилендской школе искусств Дженни Кидо за помощью, и приводит «Пиратов» в их новый тренировочный зал и там знакомит с новыми членами их команды — выпускниками МШИ. Пираты и МШИ начинают вместе тренироваться и готовиться к финалу. Но тут приходит Карлос, бывший «Пират» и верный друг Люка, и сообщает, что он теперь «Самурай» и что Джулиан предложил сделку: бункер в обмен на проигранный финал. Но Люк не соглашается.
Наступает финал. «Пираты» успешно выполнили свой номер, но Самураи выполнили свою программу гораздо лучше «Пиратов». Кажется, будто все потеряно. Но тут на сцену выбегает Натали и убеждает Люка поверить ей. Они вдвоем выполняют задуманное, а затем остальные «Пираты» выполняют остальные трюки и уверенно побеждают «Самураев». Люк обнаруживает записку, оставленную Натали, где она пишет, что завтра уезжает в Калифорнию и что Люка приняли в Калифорнийскую киноакадемию. Джейкоб говорит Люку, что тот может сделать выбор, т. к. помог "Пиратам" осуществить их мечту. На вокзале Лось понимает, что Камилла значит для него нечто большее, чем просто друг. Теперь их связывают отношения двух влюбленных людей. Люк уезжает вместе с Натали, оставив Лосю в подарок кроссовки Nike, из-за которых и  началась вся эта история.

## В ролях
- Адам Дж. Севани — Роберт Александр III «Лось»
- Элисон Стоунер — Камилла
- Рик Маламбри — Люк
- Шарни Винсон — Натали
- Кит «Remedy» Сталлворт — Джейкоб
- Кендра Эндрюс — Анала
- Стивен «tWitch» Стэннерт — Джейсон
- Дэниель «Cloud» Кампос — «Дитя тьмы»
- Чэдд «Madd Chadd» Смит — Владд
- Орен Михаэли — Карлос
- Джо Слотер — Джулиан
- Джонатан Пэрес — Лекс
- Эшли Нино — Стикс
- Гарри Шам мл. — «Кейбл»
- Мартин Ломбард — Близнец Сантьяго
- Факундо Ломбард — Близнец Сантьяго
- Кристофер Скотт — «Хаер» (камео)
- Луис Росадо — «Монстр» (камео)
- Ладжон Дантцлер — «Смайлз» (камео)
- Джанелл Кэмбридж — «Флай» (камео)
- Мэри Кода — Дженни Кидо(камео)

## Слоганы
- «Take the biggest step of all in 3D» (перевод: «Шагни навстречу 3D»)
- «Make your move» (перевод: «Двигайся»)
- «It's refreshing.. Catch it.» (перевод: «Это освежает.. Лови.»)
- «It's rocking..!!» (перевод: «Качает..!!»)
- «Set to refresh you.... Rock it.»
- «Set to recharge you. Enjoy it.»

## Музыка
| 1. Roscoe Dash feat. T-Pain & Fabo — «My own step» (4:17) (Главная тема фильма; музыка, звучащая в титрах после выступления «парня на стуле») 2. Sophia Fresh feat. T-Pain — «This instant» (3:54) (Финал Мирового турнира: «Пираты» переодеваются в световые костюмы) 3. Trey Songz — «Already taken» (4:01) 4. Laza Morgan — «This girl» (3:09) (Люк и Натали на вентиляционной решетке) 5. Chromeo — «Fancy footwork» (3:19) (Первая репетиция Лося и Натали с «Пиратами») 6. Jesse McCartney — «Up» (2:43) (Люк и Натали разминаются на крыше) 7. Estelle feat. Kardinal Offishall — «Freak» (3:43) (Лось танцует против «Силы Тьмы» в парке) 8. N.A.S.A. feat. M.I.A., Spank Rock, Santigold & Nick Zinner — «Whachadoin?» (4:12) (Лось танцует против «Силы Тьмы» в парке, начало) 9. Busta Rhymes — «Tear da roof off» (3:38) (Битва «Red Hook», 1-й танец «Пиратов») 10. Mims — «Move (If you wanna)» (3:09) (Битва «Red Hook». 1-й танец «Red Hook») 11. Get Cool — «Shawty got moves» (3:14) (Титры) 12. Wisin y Yandel — «Irresistible» (3:08) 13. Sophia Del Carmen feat. Pitbull — «No te quiero» (Remix) (3:12) 14. Flo Rida - «Club can't handle me» (3:52) (Репетиция «Пиратов» вместе с танцорами из МШИ) - J. Randall — Spirit of the radio (2:59) | - T-Pain — «Take your shirt off» (Люк показывает Лосю клуб) - J Frank E feat. Dada Life & Tiesto — «Squeeze it» (Трейлер) - Jay-Z feat. Alicia Keys — «Empire state of mind» (Лось с Люком едут на машине по Нью-Йорку) - Sean Paul — «Come & get it» - Electrixx — «Tetris» - Static Revenger feat. Richard Vission & Luciana — «I like that» (Люк снимает на камеру Натали в клубе) - K’Naan — «ABC’s» (Люк показывает Лосю бункер) - Major Lazer feat. Ms. Thing — «When you hear the bassline» (Сцена в туалете) - B.o.B feat. Playboy Tre & T.I. — «Bet I bust» - Akira Kiteshi — «Pinball» (Битва «Red Hook», танец Робота) - Lady Gaga feat. Wale — «Chillin'» (Финал Мирового турнира: Представление команд) - Tania Doko feat. Twin Atoms — «Joyride» (King Cutter remix) (Натали разминается, сцена перед паркуром) - Savage feat. Soulja Boy — «Swing» (I-й раунд Мирового турнира. Битва «Red Hook») - Jim Long — «Concerto for 2 violins, strings & continuo in D Minor» - Jazmine Sullivan — Bust Your Windows (танец Люка и Натали на приеме) - Jessie J — «Who you are» («Пираты» оказываются на улице, Люк объявляет о роспуске команды) - Fred Astaire — «I won’t dance v.5» (Танец Лося и Камиллы на улице) - Joe Brooks — «Superman» - J. Cole — «Who dat» (Появление танцоров МШИ) - Timbaland — «Ease off the liquor» (Финал Мирового турнира: 2-й танец «Пиратов») - Get Cool feat. Petey Pablo — «Let me c it» (Финал Мирового турнира: 1-й танец «Самураев») - The Roots — «Here I come» (Финал Мирового турнира: 2-й танец «Самураев») - OutKast — «Ghettomusick» (Финал Мирового турнира: 3-й танец «Пиратов») - Rye Rye feat. M.I.A. — «Bang» (Финал Мирового турнира: 3-й танец «Самураев») - Ericka June — «Work the middle» (Финал Мирового турнира: Танец Люка и Натали) - DJ Laz feat. Flo Rida, Casely & Pitbull — «Move shake drop» (Remix) (Финал Мирового турнира: Финальный танец «Пиратов» в световых костюмах) - David Rush — «Shooting star» (Party Rock mix) (Финал Мирового турнира: Концовка танца «Пиратов» в световых костюмах) - T.I. feat. Keri Hilson — «Got your back»(Люк читает письмо Натали) - Blue October feat. Imogen Heap — «Congratulations» (Лось просит вторую специальность) - Scott Mallone — «What we are made of» - Common feat. Lily Allen — «Drivin’ me wild» (Титры, «парень на стуле») - Zion I feat. the Grouch — «One» (Финал Мирового турнира: 1-й выход «Пиратов») - Madcon — «Beggin'» (II-й раунд Мирового турнира. Битва «GWAI». Танец на воде) - Jazmine Sullivan — «Bust your windows» (Танго) |

## Студии
- Производство: Offspring Entertainment, Summit Entertainment и Touchstone Pictures
- Спецэффекты: CEG Media и Hirota Paint Industries (HPI)
- Студия дубляжа: Пифагор
- Прокат: West (Россия) и Buena Vista (США)

## Прокат
В Дании, Новой Зеландии и Таиланде фильм вышел в прокат 5 августа 2010 года, в Гонконге, Казахстане и России — 12 августа 2010 года, на Кипре, в Индии и Румынии — 3 сентября 2010 года.
1. 1 2 3  Internet Movie Database (англ.) — 1990.